# リチャード・デービス (野球)
リチャード・アール・デービス（Richard Earl Davis, 1953年9月25日 - ）は、アメリカ合衆国カリフォルニア州出身の元プロ野球選手（内野手、外野手）。右投右打。アメリカ球界での登録名はディック・デービス（Dick Davis）。

## 経歴
1972年にミルウォーキー・ブルワーズと契約。1977年7月12日にメジャーデビューし、1979年には12本塁打を放った。その後、フィラデルフィア・フィリーズ、トロント・ブルージェイズ、ピッツバーグ・パイレーツと渡り歩いた。
1984年、シーズン途中に近鉄バファローズに入団し来日。同年シーズン当初、近鉄には大物メジャーリーガーとして鳴り物入りで入団したドン・マネーがいたが、そのマネーは球団側の対応・待遇のまずさと家族のホームシックが原因でシーズン途中の5月7日に退団・帰国した。この事態に近鉄が急遽獲得したのがマーク・コーリーとデービスの2人であった。デービスも78試合で18本塁打を放って4番打者に定着してからは陽気な性格で人気を集め、チームに馴染むのに時間はかからず、チームの大ベテランでもある栗橋茂と同じく兄貴分的存在になっていた。
1985年、8月2日の対南海ホークス戦（大阪スタヂアム）から8月8日の対西武ライオンズ戦（西武球場）にかけて、パ・リーグタイ記録、史上4人目の6試合連続本塁打を放っている。三冠王の落合博満（当時ロッテオリオンズ）の影に隠れたものの打率.343、40本塁打、109打点と落合がいなければデービスも三冠王を獲得するほどの活躍を見せ、前年の三冠王ブーマー・ウェルズ（阪急ブレーブス）を抑えて一塁手の部門でベストナインに選出された。
1988年、デービスは6月7日に厚生省近畿地区麻薬取締官事務所神戸分室に大麻取締法違反（不法所持）の疑いで逮捕された。自宅に大麻と吸引用パイプが見つかり、栽培はしていなかったが尿検査でも大麻の成分が検出され、調べに対してデービスは「友人から傷薬として貰ったもので大麻とは知らなかった」と頑なに否定したが、球団は6月8日に容疑事実が明らかになり次第、デービスを解雇する方針を固めた。なお、デービス自身は復帰するつもりだったようであり、デービスの通訳担当でもある藤田義隆が神戸水上警察署に面会に行くと、そこでも腹筋と腕立ては欠かしていない旨を述べていた。そして6月27日午前、近鉄は野球協約83条に定める「不適格選手」に相当するとしてパ・リーグ連盟会長の承認を得た上でデービスを解雇した（連盟からは特段の処分は受けておらず、あくまで球団による解雇である）。同日午後、神戸地検は「首謀的立場でなく球団から契約解除などの社会的制裁を受けている」として起訴猶予処分にしたため、デービスは釈放され、夕方に伊丹空港からアメリカへ帰国した。
この事件により、主砲のデービスを失った近鉄が急遽獲得したのが当時、外国人枠の関係で中日ドラゴンズの二軍でくすぶっていたラルフ・ブライアントであった。

### 東尾修との乱闘騒ぎ
1986年6月13日の対西武ライオンズ戦、デービスは西武の東尾修から死球を受けたことに激昂してマウンドに走り寄り、東尾を殴打したことから両軍入り乱れての大乱闘に発展した。デービスは暴力行為で退場処分を受け、16日にパ・リーグより10日間の出場停止と制裁金10万円の処分を受けた。当時、チームメイトの金村義明によると、デービスは直前の東尾の鈴木貴久への頭部付近投球でエキサイトしていたという。

## 詳細情報

### 年度別打撃成績
| 年 度    | 球 団    | 試 合 | 打 席 | 打 数 | 得 点 | 安 打 | 二 塁 打 | 三 塁 打 | 本 塁 打 | 塁 打 | 打 点 | 盗 塁 | 盗 塁 死 | 犠 打 | 犠 飛 | 四 球 | 敬 遠 | 死 球 | 三 振 | 併 殺 打 | 打 率 | 出 塁 率 | 長 打 率 | O P S |
| -------- | -------- | ----- | ----- | ----- | ----- | ----- | -------- | -------- | -------- | ----- | ----- | ----- | -------- | ----- | ----- | ----- | ----- | ----- | ----- | -------- | ----- | -------- | -------- | ----- |
| 1977     | MIL      | 22    | 54    | 51    | 7     | 14    | 2        | 0        | 0        | 16    | 6     | 0     | 0        | 0     | 2     | 1     | 0     | 0     | 8     | 1        | .275  | .278     | .314     | .592  |
| 1978     | MIL      | 69    | 235   | 218   | 28    | 54    | 10       | 1        | 5        | 81    | 26    | 2     | 5        | 4     | 4     | 7     | 0     | 2     | 23    | 5        | .248  | .273     | .372     | .644  |
| 1979     | MIL      | 91    | 353   | 335   | 51    | 89    | 13       | 1        | 12       | 140   | 41    | 3     | 3        | 1     | 1     | 16    | 0     | 0     | 46    | 10       | .266  | .298     | .418     | .716  |
| 1980     | MIL      | 106   | 381   | 365   | 50    | 99    | 26       | 2        | 4        | 141   | 30    | 5     | 3        | 0     | 2     | 11    | 0     | 3     | 43    | 8        | .271  | .297     | .386     | .683  |
| 1981     | PHI      | 45    | 106   | 96    | 12    | 32    | 6        | 1        | 2        | 46    | 19    | 1     | 2        | 0     | 1     | 8     | 0     | 1     | 13    | 1        | .333  | .387     | .479     | .866  |
| 1982     | PHI      | 28    | 71    | 68    | 5     | 19    | 3        | 1        | 2        | 30    | 7     | 1     | 0        | 0     | 1     | 2     | 0     | 0     | 9     | 4        | .279  | .296     | .441     | .737  |
| 1982     | TOR      | 3     | 8     | 7     | 0     | 2     | 0        | 0        | 0        | 2     | 2     | 0     | 0        | 0     | 1     | 0     | 0     | 0     | 1     | 1        | .286  | .250     | .286     | .536  |
| 1982     | PIT      | 39    | 86    | 77    | 7     | 14    | 2        | 1        | 2        | 24    | 10    | 1     | 0        | 1     | 3     | 5     | 0     | 0     | 9     | 1        | .182  | .224     | .312     | .535  |
| '82計    | PIT      | 70    | 165   | 152   | 12    | 35    | 5        | 2        | 4        | 56    | 19    | 2     | 0        | 1     | 5     | 7     | 0     | 0     | 19    | 6        | .230  | .256     | .368     | .625  |
| 1984     | 近鉄     | 78    | 315   | 287   | 42    | 89    | 16       | 0        | 18       | 159   | 45    | 0     | 3        | 0     | 4     | 24    | 0     | 0     | 28    | 12       | .310  | .359     | .554     | .913  |
| 1985     | 近鉄     | 128   | 534   | 472   | 88    | 162   | 22       | 0        | 40       | 304   | 109   | 1     | 2        | 0     | 3     | 55    | 5     | 4     | 52    | 12       | .343  | .414     | .644     | 1.058 |
| 1986     | 近鉄     | 122   | 512   | 451   | 83    | 152   | 25       | 0        | 36       | 285   | 97    | 3     | 2        | 0     | 3     | 53    | 16    | 5     | 57    | 14       | .337  | .410     | .632     | 1.042 |
| 1987     | 近鉄     | 91    | 385   | 341   | 44    | 115   | 15       | 0        | 16       | 178   | 49    | 2     | 1        | 0     | 2     | 40    | 7     | 2     | 39    | 12       | .337  | .408     | .522     | .930  |
| 1988     | 近鉄     | 42    | 169   | 152   | 16    | 46    | 6        | 0        | 7        | 73    | 22    | 2     | 2        | 0     | 4     | 13    | 1     | 0     | 19    | 7        | .303  | .349     | .480     | .829  |
| MLB：6年 | MLB：6年 | 403   | 1294  | 1217  | 160   | 323   | 62       | 7        | 27       | 480   | 141   | 13    | 13       | 6     | 15    | 50    | 0     | 6     | 152   | 31       | .265  | .294     | .394     | .689  |
| NPB：5年 | NPB：5年 | 461   | 1915  | 1703  | 273   | 564   | 84       | 0        | 117      | 999   | 322   | 8     | 10       | 0     | 16    | 185   | 29    | 11    | 195   | 57       | .331  | .397     | .587     | .983  |

### タイトル
NPB
- 最多勝利打点：1回 （1985年）

### 表彰
NPB
- ベストナイン：1回 （1985年）

### 記録
NPB初記録
- 初出場：1984年6月6日、対西武ライオンズ10回戦（藤井寺球場）、6回裏に仲根正広の代打として出場
- 初打席・初安打：同上、6回裏に森繁和から左前安打
- 初先発出場：1984年6月9日、対南海ホークス10回戦（藤井寺球場）、5番・右翼手として先発出場
- 初打点：1984年6月18日、対西武ライオンズ14回戦（西武ライオンズ球場）、9回表に松沼雅之から適時二塁打
- 初本塁打：1984年6月21日、対ロッテオリオンズ18回戦（藤井寺球場）、7回裏に石川賢からソロ

NPBその他の記録
- 100本塁打：1987年6月19日、対日本ハムファイターズ12回戦（藤井寺球場）、1回裏に高田博久から右中間へ先制2ラン ※史上150人目
- 6試合連続本塁打：1985年8月2日、対南海ホークス17回戦（大阪スタヂアム） - 8月8日、対西武ライオンズ15回戦（西武ライオンズ球場）
- 1試合9打点：1987年4月28日、対阪急ブレーブス3回戦（阪急西宮球場）
- オールスターゲーム出場：1回 （1987年）

### 背番号
- 26 （1977年 - 1982年途中）
- 35 （1982年途中）
- 28 （1982年途中 - 同年終了）
- 15 （1984年 - 1988年）